# Ashley Richards
Ashley Darel Jazz Richards, född 12 april 1991, är en walesisk mittfältare och landslagsman i fotboll, som spelar för Haverfordwest County.
Ashley har representerat Wales i U17, U19 och U21-landslaget där han var kapten i det sistnämnda. Sin debut i a-landslaget gjorde han när han blev inbytt i en match mot Mexiko i maj 2012.  